# Himmelpforten (Ense)

Lageplan von 1896

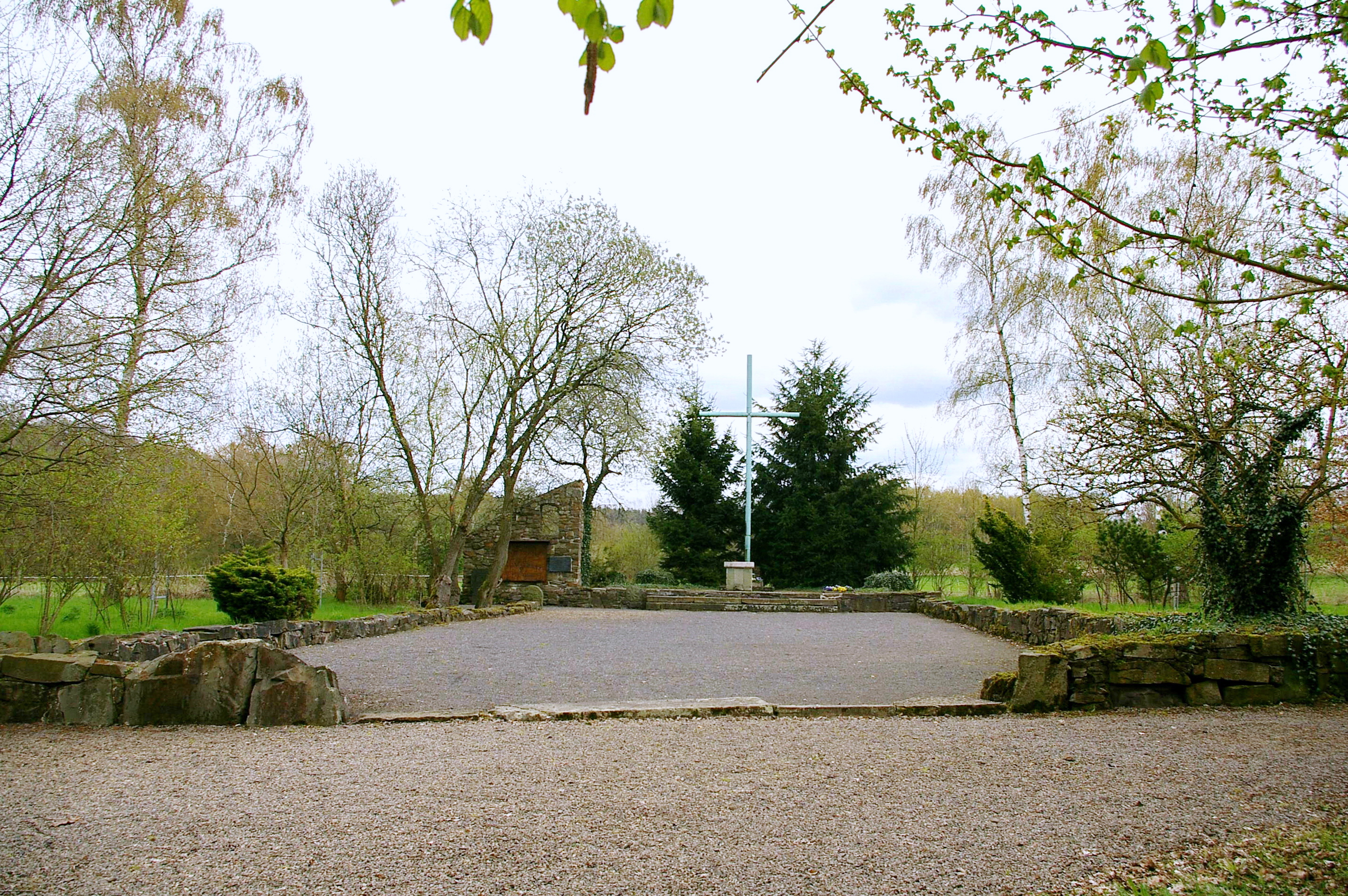
Gedenkstätte bei den Gebäuderesten von Himmelpforten

Himmelpforten war eine Gemeinde im Kreis Soest in der preußischen Provinz Westfalen. Ihr Gebiet ist heute wüst gefallen und gehört zur Gemeinde Ense im Kreis Soest in Nordrhein-Westfalen.

## Geographie
Die Gemeinde Himmelpforten lag in dem Möhnebogen gegenüber von Niederense und umfasste das Gut Himmelpforten mitsamt den umliegenden Agrarflächen. Sie besaß 1885 eine Fläche von 4,49 km².

## Geschichte
Aus dem Kloster Himmelpforten, historisch dem Amt Werl des Herzogtums Westfalen zugehörig, wurde durch die Säkularisation 1802 das Gut Himmelpforten. Die Klosterkirche blieb Pfarrkirche des nahe gelegenen Dorfes Niederense.
Seit der Mitte des 19. Jahrhunderts bildeten Gut und Kirche eine eigene Landgemeinde im Kreis Soest, die zunächst dem Amt Körbecke und ab 1890 dem Amt Bremen angehörte. Am 1. April 1901 wurde die Gemeinde Himmelpforten in die Gemeinde Niederense eingegliedert. Niederense wurde 1969 Teil der Gemeinde Ense.
Durch die Flutwelle der Möhnekatastrophe im Mai 1943 wurden alle Gebäude von Himmelpforten zerstört. Sie wurden nicht wieder aufgebaut. Am Ort des ehemaligen Guts erinnert heute ein Mahnmal an die Opfer der Möhnekatastrophe.

## Einwohnerentwicklung
| Jahr | Einwohner | Quelle |
| ---- | --------- | ------ |
| 1871 | 33        | [ 3 ]  |
| 1885 | 33        | [ 1 ]  |
| 1895 | 32        | [ 4 ]  |